# Габрыельский, Ежи

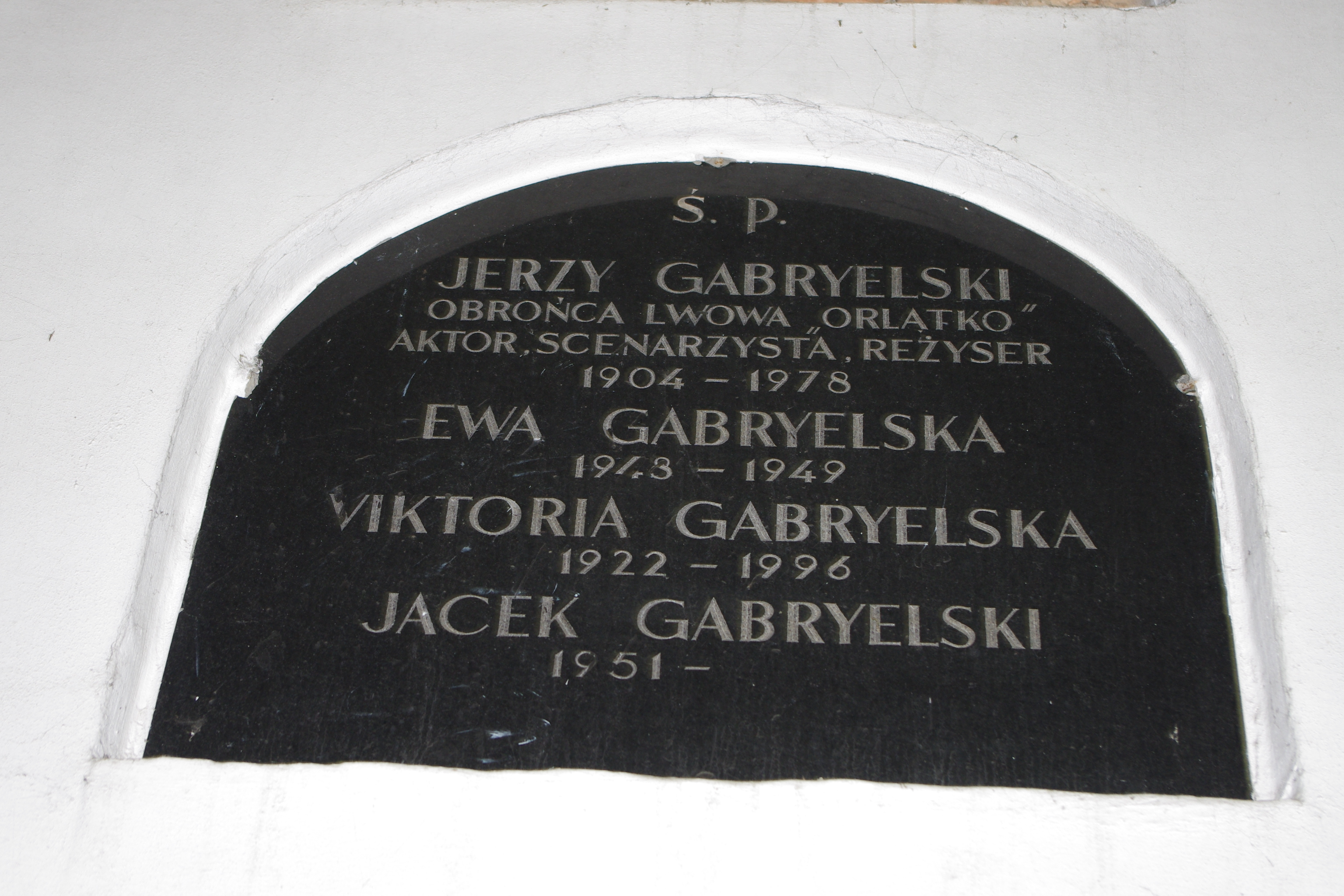
Табличка в колумбарии кладбища Старые Повонзки, Варшава, Польша

Е́жи Габрые́льский (пол. Jerzy Gabryelski, 30 октября 1906 года, Львов, Австро-Венгрия — 3 февраля 1978 года, Нью-Йорк, США) — польский режиссёр, документалист и сценарист.

## Биография
Во время Польско-украинской войны, будучи подростком, участвовал в народном ополчении при обороне Львова. Окончил Государственный институт театрального искусства в Варшаве. В начале 30-х годов проживал во Франции, где снял в Париже короткометражный экспериментальный фильм «Buty. Symfonia Wojny». Возвратившись в Польшу снял в 1939 году художественный фильм «Czarne diamenty». Осенью 1939 году снимал хронику обороны Варшавы. Во время войны служил в подпольной кинематографической группе Армии Крайовой (псевдоним «Orski»). Участвовал в Варшавском восстании, во время снимал хронику боёв.
После войны был арестован НКВД за службу в Армии Крайовой. Польские коммунистические власти обвинили его в антисемитизме. После освобождения из-за заключения переправил в США свой фильм о Варшавском восстании. Во время Польской Народной Республики ему запрещали снимать художественные фильмы. В это время он снял несколько документальных фильмов. В 1962 году эмигрировал в США, где проживал до своей смерти. Позднее его прах был перевезён в Польшу и перезахоронен в колумбарии кладбища Старые Повонзки в Варшаве.
О его творчестве были написаны книги Януша Сквары «Zerwany film. Szkice do portretu Jerzego Gabryelskiego» (Нью-Йорк, 1999) и Вецлава Страдомского «Exodus Jerzego Gabryelskiego; zaprzepaszczona szansa polskiej sztuki filmowej».